# Fouka
Fouka (em árabe: فوكة) é uma comuna localizada na província de Tipasa, Argélia. Sua população estimada em 2008 era de 48 959 habitantes.